# ОШ „Свети Сава” ИО Дупљај
ОШ „Свети Сава” ИО Дупљај је издвојено одељење ОШ „Свети Сава” Попучке, које је смештено у школској згради грађеној 1946. године. Школа је у последњих 10 година адаптирана и урађена је фасада. Међутим, 1998. године земљотрес ју је потпуно оштетио.
Школа у свом саставу има две учионице, канцеларију, ходник и кухињски простор. У склопу школе је и стан за учитеља, који је земљотресом пуно оштећен. Школа је повезана асфалтом са путем, а асфалтирано је и ђачко игралиште. У школски објекат је доведена градска вода. 